# Cratere Vol'sk
Vol'sk  è un cratere sulla superficie di Marte.